# Opphaug
Opphaug är en tätort i Ørlands kommun i Trøndelag fylke i mellersta Norge. Orten ligger vid fylkesväg 710, nordöst om staden Brekstad.